# Kristian Kaimer
Pour les articles homonymes, voir Eriksen.
Kristian Kaimer Eriksen, né le 24 novembre 1999 à Rødovre, est un coureur cycliste danois, spécialiste de la piste.

## Palmarès sur route
- 2016
  - 4e étape du Youth Tour
  - 3e du Youth Tour
- 2017
  - 3e du championnat du Danemark sur route juniors

## Palmarès sur piste

### Coupe du monde
- 2017-2018
  - 2e de la poursuite par équipes à Manchester

### Championnats du monde juniors
- Aigle 2016
  -  Médaillé d'argent de la poursuite par équipes

### Championnats nationaux
- 2015
  - 2e du championnat du Danemark de l'américaine juniors
  - 2e du championnat du Danemark de l'omnium juniors
- 2016
  -  Champion du Danemark du kilomètre juniors
  -  Champion du Danemark de l'américaine juniors (avec Julius Johansen)
  - 2e du championnat du Danemark de poursuite par équipes
  - 2e du championnat du Danemark de poursuite par équipes juniors
  - 2e du championnat du Danemark de l'omnium juniors
- 2017
  - 2e du championnat du Danemark du kilomètre
  - 2e du championnat du Danemark de poursuite par équipes
  - 2e du championnat du Danemark de poursuite par équipes juniors